# Neoarctia fuscosa
Neoarctia fuscosa là một loài bướm đêm thuộc phân họ Arctiinae, họ Erebidae.